# گابریله سالواتورس
گابریله سالواتورس (ایتالیایی: Gabriele Salvatores؛ زادهٔ ۳۰ ژوئیهٔ ۱۹۵۰) یک کارگردان اهل ایتالیا است. او با فیلم مدیترانه جایزه اسکار بهترین فیلم خارجی‌زبان را به دست آورد.
از فیلم‌های دیگر او می‌توان به به کجا می‌روی، عزیزم؟ اشاره نمود.